# Geografía de Montserrat

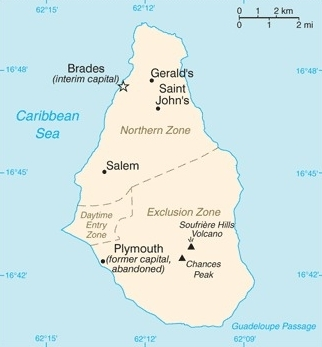
Mapa de Montserrat

La isla de Montserrat es una de las islas de Sotavento situadas en  el mar Caribe.
Está situada a 19,6 km al suroeste de la isla de Redonda, isla perteneciente a Antigua y Barbuda. De la isla de Antigua (al noreste) dista 41 km, y de la isla de Guadalupe, al sur, dista 55 km. 
La orografía de la isla es montañosa y escarpada, y cuenta con tres cordilleras que dibujan el paisaje. En el norte Silver Hills y Centre Hills, y al sur Sofriere Hills,
donde se encuentra el punto más alto de la isla: Pico Chances (915 m).
El clima es tropical lluvioso, moderado por la influencia marina. La temperatura media anual varía entre 24 °C y 31 °C.

## Datos estadísticos
Situación:

Mapa topográfico de la isla.

Caribe, isla del mar Caribe, al sureste de Puerto Rico. Situada a 
Coordenadas geográficas:
16°45′N 62°12′O / 16.750, -62.200
Referencias de mapa:
América Central y el Caribe 
Superficie:

total:
102 km²

tierra:
100 km²

agua:
0 km²
Fronteras terrestres:
0 km
Línea de costa:
40 km
Reclamación marítima:

zona de pesca exclusiva:
370,4 km

mar territorial:
5,556 km
Clima:
tropical; poca variación  de temperatura diaria o entre estaciones
Terreno
Isla volcánica, la mayor parte montañosa  y con pequeñas llanuras costeras.
Extremos de altitud:

el punto más bajo:
Mar Caribe 0 m

el punto más alto:
Pico Chances (en los Soufriere Hills) 914 m
Recursos naturales:
NEGL
Uso de la tierra:

tierra cultivable:
20%

cultivos permanentes:
0%

pastos permanentes:
10%

bosques y selvas:
40%

otros:
30% (1993 est.)
Tierra irrigada:
NA km²
Riesgos Naturales
Huracanes fuertes (junio a noviembre); erupciones volcánicas (erupciones volcánicas a gran escala tuvieron lugar durante 1996-97)
Medio ambiente– temas actuales:.
La Erosión tiene lugar en las laderas que han sido aclaradas para cultivos